# Liste der Staatsoberhäupter 2
Übersicht
◄◄ | ◄ | 3 v. Chr. | 2 v. Chr. | 1 v. Chr. | 1 | Liste der Staatsoberhäupter 2 | 3 | 4 | 5 | 6 | ► | ►►

Weitere Ereignisse

## Afrika
- Aksumitisches Reich
  - König: s. Aksumitisches Reich#Das aksumitische Reich

- Mauretanien
  - König: Juba II. (25 v. Chr.–23)

- Reich von Kusch
  - König: Amanichabale (bis Natakamani)

- Römisches Reich
  - Provincia Africa
    - Prokonsul: Gnaeus Calpurnius Piso (6 v. Chr.–9)

  - Provincia Romana Aegyptus
    - Präfekt: Publius Octavius (2/1 v. Chr.–3)

## Asien
- Armenien
  - König: Ariobarzan von Atropatene (2 v. Chr.–4)

- Charakene
  - König: Attambelos II. (17/16 v. Chr.–8/9)

- China
  - Kaiser: Han Pingdi (1 v. Chr.–6)

- Iberien (Kartlien)
  - König: Pharasmanes I. (Parsman I.); (Aderk) (1–58)

- Indien
  - Indo-Griechisches Reich
    - König: Straton II. (25 v. Chr.–10)

  - Indo-Skythisches Königreich
    - König: Zeionises (12 v. Chr.–10)
    - König: Vijayamitra (12 v. Chr.–15)
    - König: Kharahostes (10 v. Chr.–10)

  - Satavahana
    - König: Arishtakarna (6 v. Chr.–20)

- Japan (Legendäre Kaiser)
  - Kaiser: Suinin (29 v. Chr.–70)

- Judäa
  - Ethnarch: Herodes Archelaos (4 v. Chr.–6)
  - Tetrarch von Galiläa und Peräa: Herodes Antipas (4 v. Chr.–39)
  - Tetrarch von Batanäa: Herodes Boethos (4 v. Chr.–34)
  - Tetrarch von Ituraea und Trachonitis: Herodes Philippos (4 v. Chr.–34)
  - Vorsitzender des Hohen Rates: Hillel (31 v. Chr.–9)
  - Hohenpriester: Jesus ben See (?–6)

- Kappadokien
  - König: Archelaos (36 v. Chr.–17)

- Kommagene
  - König: Antiochus III. (12 v. Chr.–17)

- Korea
  - Baekje
    - König: Onjo (18 v. Chr.–29)

  - Dongbuyeo
    - König: Daeso (7 v. Chr.–22)

  - Goguryeo
    - König: Yurimyeong (19 v. Chr.–18)

  - Silla
    - König: Bak Hyeokgeose Geoseogan (57 v. Chr.–4)

- Kuschana
  - König: Heraios (1–30)

- Nabataea
  - König: Aretas IV. (9 v. Chr.–40)

- Osrhoene
  - König: Abgar V. (4 v. Chr.–7)

- Partherreich
  - Schah (Großkönig): Phraatakes (2 v. Chr.–4)
  - Schah (Großkönigin): Musa (2 v. Chr.–4)

- Pontos
  - Königin: Pythodorida (Pythodoris) (8 v. Chr.–23)

- Römisches Reich
  - Provincia Romana Syria
    - Präfekt Gaius Caesar (1 v. Chr.–4)

## Europa
- Bosporanisches Reich
  - Königin: Dynamis (20 v. Chr.–8)

- Britannien
  - Catuvellaunen
    - König von Catuvellauni: Tasciovanus (20 v. Chr.–9)

  - Atrebaten
    - König von Atrebates: Tincomarus (20 v. Chr.–7)

- Reich der Markomannen
  - König: Marbod (9 v. Chr.–18)

- Odrysisches Königreich
  - König: Rhoematalces I. (Abdera-Linie) (31 v. Chr.–12)

- Römisches Reich
  - Kaiser: Augustus (27 v. Chr.–14)
    - Konsul: Publius Vinicius (2)
    - Konsul: Publius Alfenus Varus (2)
    - Suffektkonsul: Publius Cornelius Lentulus Scipio (2)
    - Suffektkonsul: Titus Quinctius Crispinus Valerianus (2)